# Santa Eulàlia (Ardecha)
Santa Eulàlia (Santa Eulàlia en occità, Sainte-Eulalie en francès) és un municipi francès situat al departament de l'Ardecha i a la regió d'Alvèrnia-Roine-Alps. L'any 2007 tenia 233 habitants.

## Demografia

### Població
El 2007 la població de fet de Santa Eulàlia era de 233 persones. Hi havia 108 famílies de les quals 36 eren unipersonals (4 homes vivint sols i 32 dones vivint soles), 28 parelles sense fills, 32 parelles amb fills i 12 famílies monoparentals amb fills.
La població ha evolucionat segons el següent gràfic:
Habitants censats

### Habitatges
El 2007 hi havia 219 habitatges, 107 eren l'habitatge principal de la família, 102 eren segones residències i 10 estaven desocupats. 217 eren cases i 2 eren apartaments. Dels 107 habitatges principals, 86 estaven ocupats pels seus propietaris, 19 estaven llogats i ocupats pels llogaters i 1 estava cedit a títol gratuït; 3 tenien dues cambres, 25 en tenien tres, 21 en tenien quatre i 57 en tenien cinc o més. 87 habitatges disposaven pel capbaix d'una plaça de pàrquing. A 56 habitatges hi havia un automòbil i a 36 n'hi havia dos o més.

### Piràmide de població
La piràmide de població per edats i sexe el 2009 era:
| Homes | Edats   | Dones |
| ----- | ------- | ----- |
| 0     | 95 o +  | 0     |
| 4     | 90 a 94 | 0     |
| 0     | 85 a 89 | 4     |
| 12    | 80 a 84 | 4     |
| 8     | 75 a 79 | 8     |
| 4     | 70 a 74 | 8     |
| 4     | 65 a 69 | 4     |
| 8     | 60 a 64 | 8     |
| 12    | 55 a 59 | 0     |
| 12    | 50 a 54 | 8     |
| 12    | 45 a 49 | 16    |
| 8     | 40 a 44 | 4     |
| 12    | 35 a 39 | 8     |
| 8     | 30 a 34 | 4     |
| 12    | 25 a 29 | 4     |
| 12    | 20 a 24 | 8     |
| 8     | 15 a 19 | 0     |
| 0     | 10 a 14 | 8     |
| 4     | 5 a 9   | 4     |
| 8     | 0 a 4   | 0     |

## Economia
El 2007 la població en edat de treballar era de 137 persones, 91 eren actives i 46 eren inactives. De les 91 persones actives 87 estaven ocupades (48 homes i 39 dones) i 4 estaven aturades (2 homes i 2 dones). De les 46 persones inactives 20 estaven jubilades, 8 estaven estudiant i 18 estaven classificades com a «altres inactius».

### Ingressos
El 2009 a Santa Eulàlia hi havia 99 unitats fiscals que integraven 221 persones, la mediana anual d'ingressos fiscals per persona era de 13.017 €.

### Activitats econòmiques
Dels 23 establiments que hi havia el 2007, 1 era d'una empresa extractiva, 1 d'una empresa alimentària, 1 d'una empresa de fabricació d'altres productes industrials, 4 d'empreses de construcció, 5 d'empreses de comerç i reparació d'automòbils, 7 d'empreses d'hostatgeria i restauració, 1 d'una empresa financera, 1 d'una empresa de serveis, 1 d'una entitat de l'administració pública i 1 d'una empresa classificada com a «altres activitats de serveis».
Dels 8 establiments de servei als particulars que hi havia el 2009, 2 eren paletes, 1 lampisteria, 1 electricista, 3 restaurants i 1 agència immobiliària.
Dels 3 establiments comercials que hi havia el 2009, 1 era una botiga de menys de 120 m², 1 una fleca i 1 una carnisseria.
L'any 2000 a Santa Eulàlia hi havia 23 explotacions agrícoles que ocupaven un total de 1.020 hectàrees.

## Equipaments sanitaris i escolars
El 2009 hi havia una escola elemental.

## Poblacions més properes
El següent diagrama mostra les poblacions més properes.